# 卡斯特將軍
《卡斯特將軍》（英語：Custer's Last Fight）是1912年美国上映的一部电影。它是第一部讲述乔治·阿姆斯特朗·卡斯特和他的最后一战-小大角战役的电影。电影摄制于圣伊内斯峡谷的 Inceville 和洛杉矶。电影由佛朗西斯·福特执导，他还在影片中饰演卡斯特一角。
该电影于1925年和1933年再次公映。

## 演职员表
- Francis Ford（英语：Francis Ford (actor)） 饰演 乔治·阿姆斯特朗·卡斯特
- Grace Cunard（英语：Grace Cunard） 实验 Mrs. Custer（英语：Elizabeth Bacon Custer）
- William Eagle Shirt 饰演 坐牛
- J. Barney Sherry（英语：J. Barney Sherry） 饰演 James McLaughlin（英语：James McLaughlin (Indian agent)）
- Art Acord（英语：Art Acord） 饰演 骑兵
- Ann Little（英语：Ann Little）
- Lillian Christy
- Charles K. French（英语：Charles K. French）